# Athetis tenuis
Athetis tenuis là một loài bướm đêm thuộc họ Noctuidae. Nó được tìm thấy ở khắp Úc, bao gồm đảo Norfolk cũng như New Zealand.
Sải cánh dài khoảng 25 mm.
Ấu trùng ăn rể cây Gossypium.

## Hình ảnh

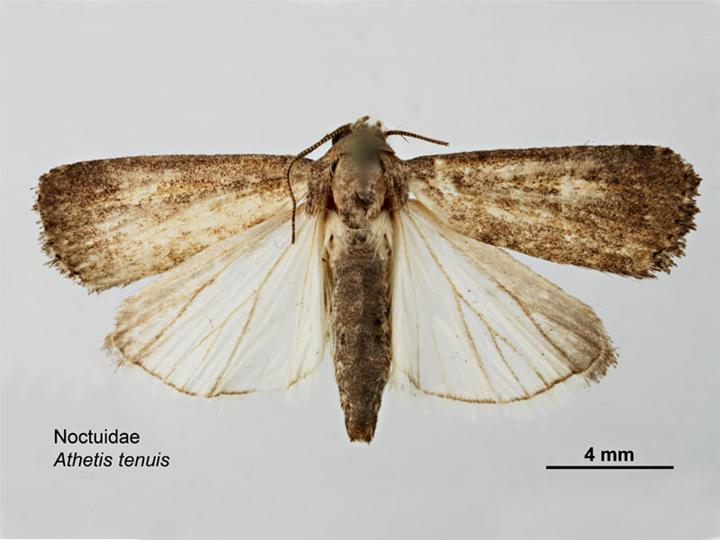
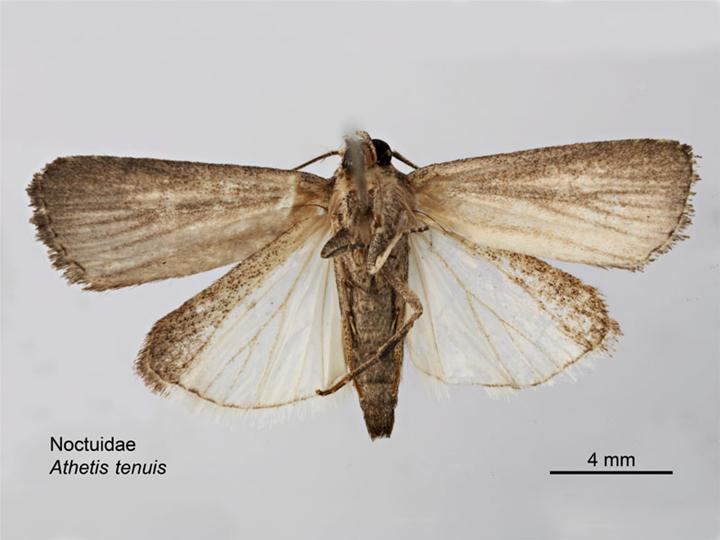
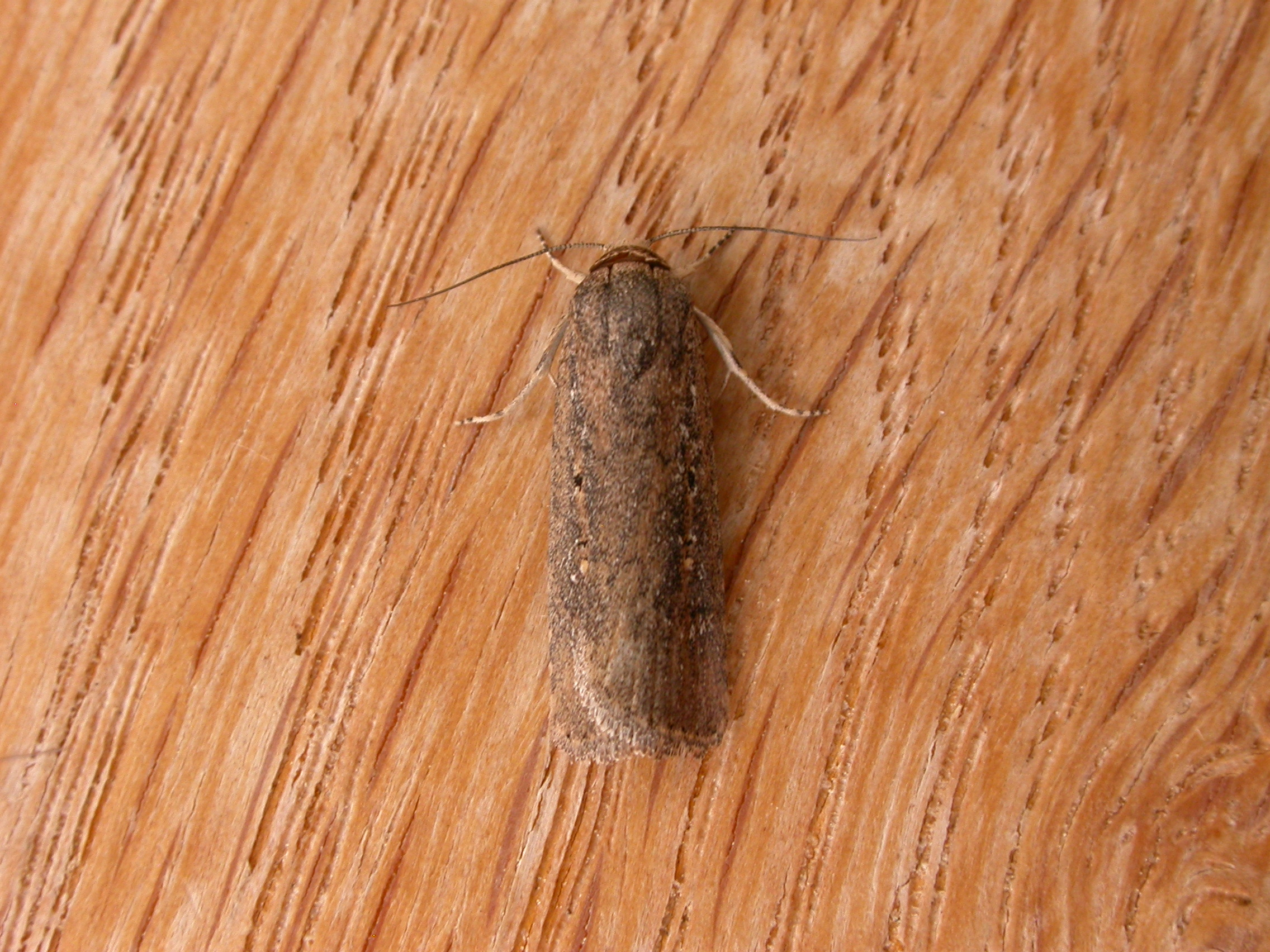